# Alfenzkraftwerk
Das Kraftwerk Alfenz ist das einzige Kraftwerk der Alfenzwerke Elektrizitätserzeugung GmbH. Das Wasserkraftwerk liegt in der Gemeinde Lorüns am Taleingang des Montafon und im äußersten Westen des Verwall. Das Kraftwerk nutzt zur Energieerzeugung die Gefällestrecke vom Seitenspeicher Radin (641 m ü. A.) bis zu dem Krafthaus in Lorüns (580 m ü. A.). Das Kraftwerk umfasst drei Maschinensätze mit je einer Francis-Turbine und einem Generator.

## Geschichte
Vor dem heute noch bestehenden Kraftwerk wurde 1907 ein kleineres Kraftwerk mit einer Francisturbine der Firma Rieter aus Winterthur gebaut. Die Wasserkraft hierzu wurde über einen Kanal von der Ill abgeleitet. 
Als  durch ein Hochwasser im Montafon, inneren Walgau, Klostertal und weiteren Gebieten in Vorarlberg große Schäden verursacht wurden, wurde auch der Einlauf des Kanals zum Zementwerk größtenteils zerstört und es entstand ein Reparaturaufwand von etwa 100.000 Kronen. 1929 wurde diese Turbine durch eindringendes Eis zerstört.
Das heute noch bestehende Kraftwerk wurde 1924 bis 1925 errichtet, um die Vorarlberger Zementwerke der Lorüns AG in Lorüns und Ludesch mit elektrischer Energie zu versorgen. Das Ausbruchsmaterial des Stollens wurde, soweit es sich um Zementmergel oder Kalkstein handelte, gleich zur Weiterverarbeitung im Zementwerk genutzt. 
Der Regelbetrieb wurde am 6. Jänner 1926 aufgenommen. 1970/1971 wurde die Installation eines dritten Maschinensatzes um 4,3 Millionen Schilling vorgenommen. Die Kraftwerksanlage wurde im Jahr 1999 an die Zech Kies GmbH (Alfenzwerke Elektrizitätserzeugung GmbH) verkauft.
Teile des 2582 Meter langen, durch drei Stollenfenster zugänglichen Druckstollens, das Wasserschloss und die Druckrohrleitung wurden Anfang 1990 erneuert, als durch den fortschreitenden Gesteinsabbau im Steinbruch Lorüns eine Verlegung erforderlich war.

## Namensherleitung
Der Name „Alfenz“ wird bereits 1355 als „Alfenze“ bzw. „Alvenze“ erwähnt und soll auf Albantia – Weißbach, zurückzuführen sein.

## Leitungsnetz
Zum Kraftwerk Alfenz gehört ein kleines Niederspannungs-Verteilernetz, über welches einige private Stromabnehmer versorgt werden (siehe auch: Verteilnetzbetreiber, Netzebene).

## Seitenspeicher
Aufgrund der hohen Geschiebemenge der Alfenz war bereits in den 1920er Jahren die Errichtung einer Talsperre nicht möglich. Anlässlich der Erneuerung der Kraftwerksanlage und unter dem Gesichtspunkt der neuen wasserrechtlichen Bewilligung und aus ökologischen und wirtschaftlichen Gründen wurde die Lösung durch den Bau eines Seitenspeichers gewählt (2006). Das Ablaufbauwerk des Seitenspeichers sowie der Speicherraum wurden so geplant, dass eine Materialbewirtschaftung des Speichers mit schweren Maschinen möglich ist.
Der Seitenspeicher des Alfenzkraftwerks bei Radin wurde im Dezember 2012 in den Probebetrieb genommen und fasst etwa 150.000 m³. Dadurch wurde erreicht, dass in der Alfenz zukünftig eine ausreichend Restwassermenge fließt (400 bis 700 l/s) und es brachte auch für den Kraftwerksbetreiber eine Erhöhung der Wirtschaftlichkeit des Kraftwerks. Der Seitenspeicher Radin kann nunmehr auch teilweise das Schwallwasser des Auslaufs des etwa 13 km oberhalb liegenden Speicherkraftwerks Spullersee der Österreichischen Bundesbahnen aufnehmen und kann dieses einer elektrizitätswirtschaftlichen Nutzung zuführen.

## Technische Daten

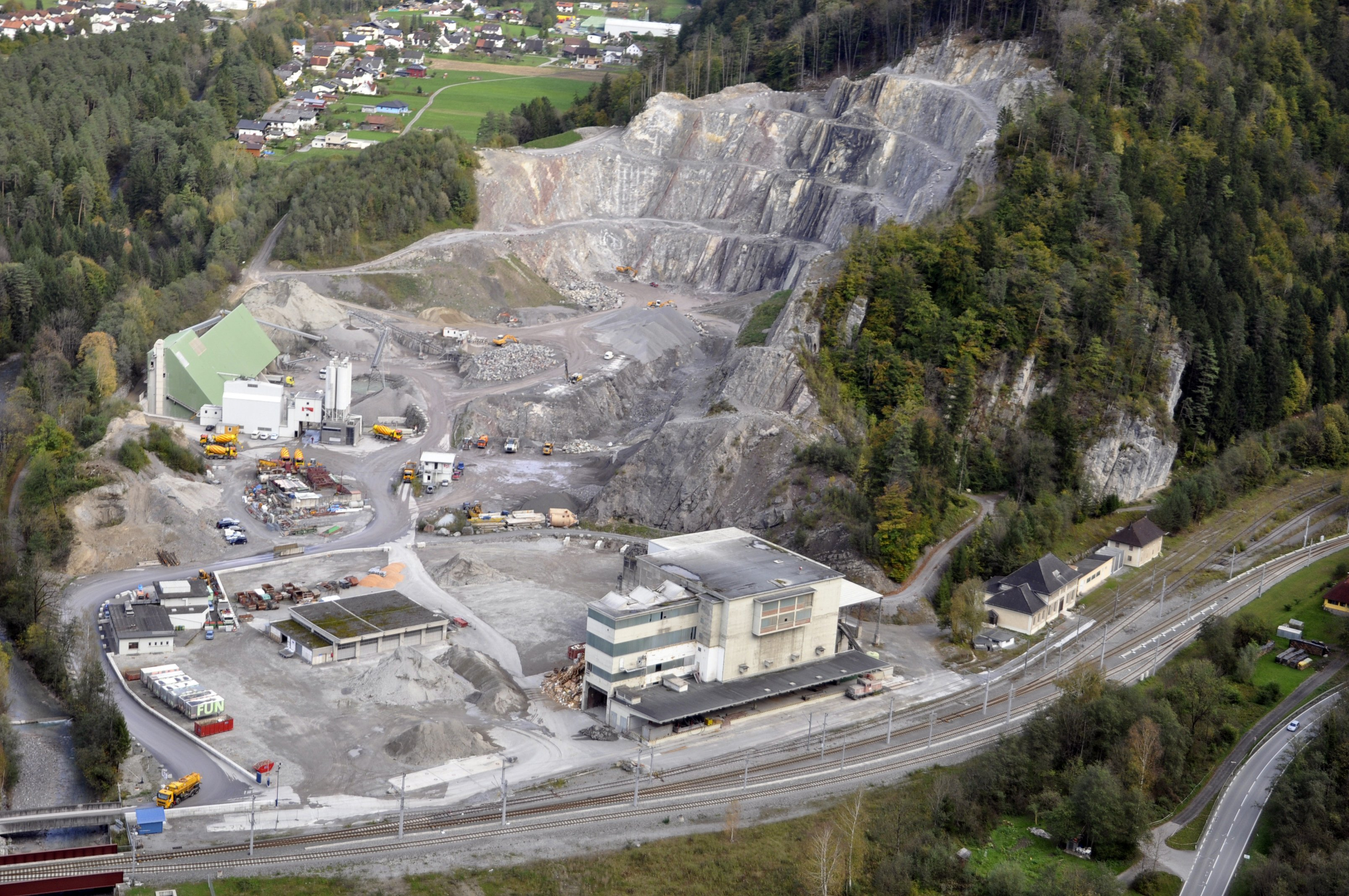
Blick auf das Kraftwerksgebäude (rechts an den Gleisen)

### Alfenzkraftwerk

#### Alte Anlage
- Inbetriebnahme: 6. Januar 1926
- Hersteller Druckrohrleitung: Waagner-Biro AG, Wien und Fa. Kurz, Graz
- Hersteller Turbinen: J. M. Voith, St. Pölten
- Turbinenanzahl: 2, später 3
- Turbinentype: Francis-Spiralturbine mit liegender Welle
- Turbinenleistung: je 882 kW
- Maximaler Durchfluss je Turbine: 2 m3/s
- Maximale Drehzahl Turbine: 750/min.
- Hersteller Generator: je 1 Stk von Brown Boveri Werke Wien und AEG-Union Wien.
- Generatorleistung (Erstausbau): 1200 kVA
- Generatorspannung: 3800 Volt
- Generatorfrequenz: 50 Hz
- Maximale Drehzahl Generator: 750/min.
- Maximale Stauhöhe altes Wehr: 2,8 m (abgebrochen)
- Ablauf der ersten wasserrechtlichen Genehmigung: 1996

#### Neue Anlage
- Wasserschloss: Grundfläche 180 m²
- Druckrohrleitung: Stahlrohrleitung (teilweise im Stollen, teilweise erdverlegt)
- Maximal mögliche Ausbauwassermenge: 6,8 m3/s
- Engpassleistung: rund 3 MW

Zur besseren Nutzung der Kapazitäten des Kraftwerkes, soll dieses zukünftig überwiegend in den Hochtarif-Phasen betrieben werden.

### Seitenspeicher Radin
Die Wasserfassung war bei Radin mit einer Doppelkammer-Entsandungsanlage nach dem System Dufour (2 × 32 m) ausgeführt, führt weitgehend waagrecht (Gefälle nur 1,2 ‰) über einen etwa 2,5 km langen Stollen durch die Davennagruppe und nach Lorüns zum Kraftwerkhaus. Vor dem Kraftwerkshaus ist noch im Berginneren ein Wasserschloss angelegt, durch das eventuelle Druckstöße abgefangen werden. Vom Wasserschloss führt eine 115 m lange Druckrohrleitung zum Kraftwerkshaus (Fallhöhe etwa 60 m).
- Planungsbeginn: 2006
- Inbetriebnahme: 2012
- Volumen bei Stauziel: 151.800 m³
- Nutzbares Volumen: 130.000 m³
- Wasserspiegeloberfläche: 27.200 m²
- Maximale Dammhöhe: 8,50 m
- Dammneigung beidseitig: 1 : 2
- Seelänge: 270 m
- Seebreite: 110 m
- Dammumfang: 750 m
- Abdichtung: Gestein
- Energieinhalt: 17.550 kWh
- Entleerungszeit: 5 Std. 20 min

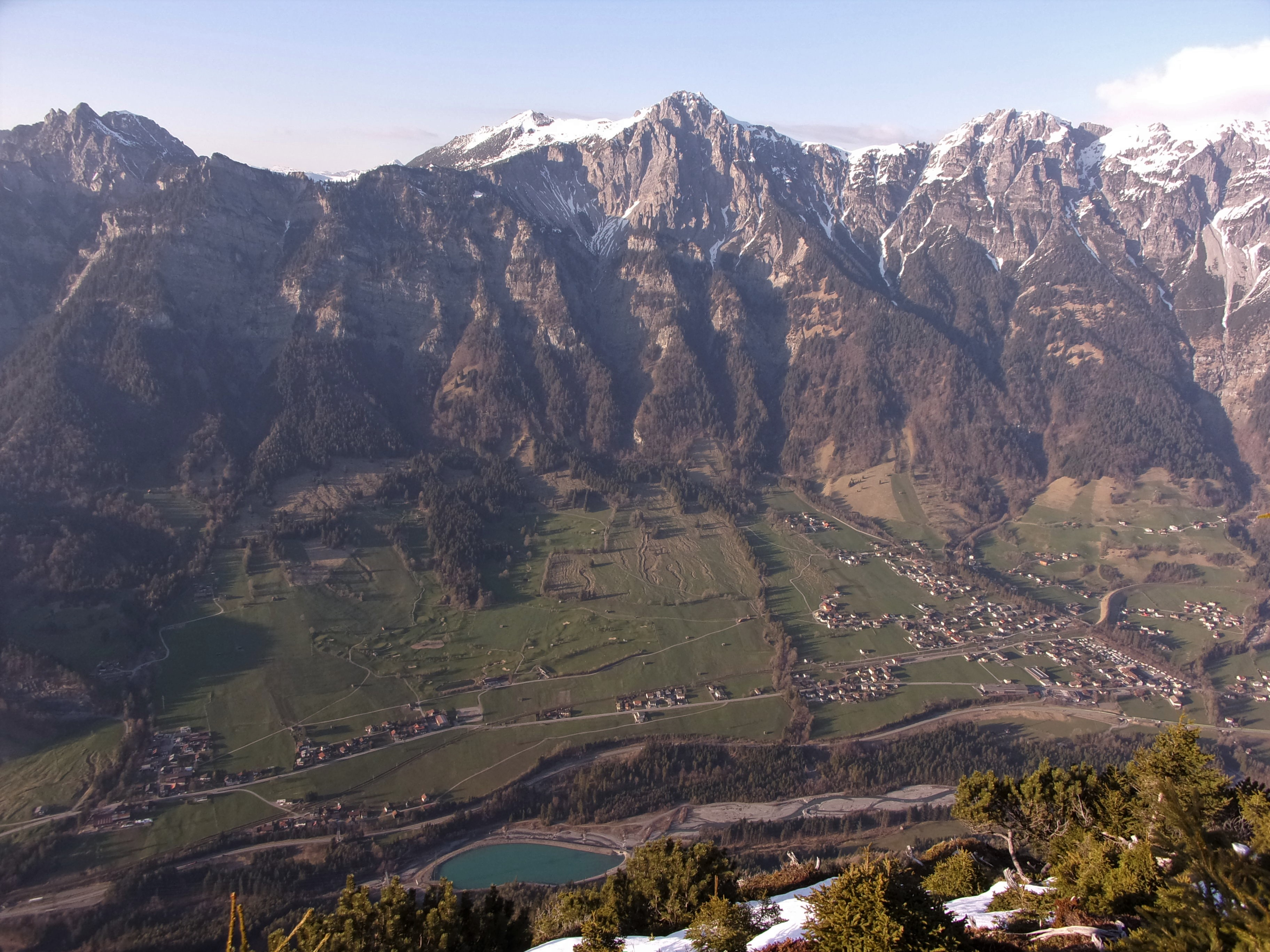
Blick vom Davennakopf (1708 m) auf den Seitenspeicher des Alfenzkraftwerkes

Der Einlauf-Schütz öffnet, entgegen der üblichen Bauweise, bei dieser Anlage von oben nach unten. Dadurch ist eine variable Entnahmewehrschwellenhöhe gegeben und soll die jahreszeitlichen Unterschiede bei der Gewährleistung der Restwassermenge von 400 bis 700 l/s im Bachbett der Alfenz gewährleistet werden.
Trotz jahrelanger Bemühungen gelang es nicht, das Eindringen größerer Geschiebemengen, die aufgrund der Bauart des Seitenspeichers eigentlich an diesem vorbeigespült werden sollen, in den Speicher zu verhindern. Das macht etwa einmal pro Jahr das Ausbaggern, das sog. „Entlanden“ des Speichers und die Abfuhr von Geschiebe per LKW notwendig. Nachdem der Abtransport längere Zeit über provisorische Wege geschah, wollen die Kraftwerksbetreiber aufgrund des Transportaufkommens nun eine Werkstraße dafür bauen.